# Маккеон, Джон
Джон Маккеон (англ. John McKeon; 29 марта 1808, Олбани, Нью-Йорк, США — 22 ноября 1883, Нью-Йорк, Нью-Йорк, США) — американский юрист и политик. Член Палаты представителей США от штата Нью-Йорк.

## Ранняя жизнь
Родился 29 марта 1808 года в городе Олбани штата Нью-Йорк, Соединённые Штаты Америки. Посещал частные школы. Его отец, капитан Джеймс Маккеон (James McKeon), был участником Англо-американской войны. В 1828 году Джон Маккеон окончил юридический факультет Колумбийского колледжа. В том же году был принят в адвокатскую палату и начал работать юристом в городе Нью-Йорк.

## Карьера
С 1832 по 1834 год Маккеон был членом Ассамблеи штата Нью-Йорк. С 4 марта 1835 года по 3 марта 1837 года, будучи джексонианцем, он являлся членом Палаты представителей США в 24-м Конгрессе США от 3-го избирательного округа Нью-Йорка. Потерпел поражение на переизбрании. Был избран в Палату представителей от Демократической партии в 27-й Конгресс США и прослужил там с 4 марта 1841 по 3 марта 1843 год, но снова потерпел поражение на переизбрании.
В феврале 1846 года был назначен на должность окружного прокурора округа Нью-Йорк. После принятия Конституции штата Нью-Йорк 1846 года, эта должность стала выборной, и в мае 1847 года Маккеон успешно на неё избрался. Он оставался на своем посту до конца 1850 года, до истечения срока его полномочий. Будучи прокурором, он добился осуждения мадам Рестелл, акушерки, которая проводила аборты.
С 10 июля 1854 года по 7 января 1858 года Маккеон был прокурором Южного округа Нью-Йорка по назначению президента США Франклина Пирса. Занимая этот пост, он вёл ряд важных дел. Среди них были попытка завербовать мужчин для службы в британской армии во время Крымской войны и захват флибустьерского корабля «Northern Light».
С ноября 1881 года до своей смерти 22 ноября 1883 года он снова был окружным прокурором округа Нью-Йорк. Умер в своей резиденции на 37-й Западной улице, и был похоронен в семейном склепе под Старым собором Святого Патрика на Мотт-стрит в городе Нью-Йорк.